# Сорбат калію
Сорба́т ка́лію (Е202) — харчова добавка, належить до групи  консервантів.
Сорбат калію — калієва сіль  сорбінової кислоти, є природним консервантом і широко застосовується при консервуванні харчових продуктів.

## Застосування
У 1939 і 1940 роках Мюллер і Гудінг (E. Mueller (Germany) and CM Gooding (US)) відкрили антимікробні властивості сорбінової кислоти. Згодом в 1945 році Гудінгом і Best Foods Inc. була вперше запатентована сорбінова кислота як фунгістатична (протигрибкова) харчова добавка. Дозволено в Україні та країнах Європи.
Обробка 10-20%-ним розчином сорбату калію пригнічує ріст цвілевих грибів на твердих ковбасах, сосискаx та сардельках.

## Дозування
Максимально допустиме дозування у харчових продуктах не більше 0,2%.
- Олія, маргарини — 60-120 г/100 кг продукту;
- Майонез, гірчиця, кетчуп та ін — 100–200 г/100 кг продукту;
- М'ясні копченості, копчені ковбаси — 200 г/100 кг сировини,
- Консервовані овочі — 100–200 г/100 л розсолу;
- Томатне пюре (12%) — 50-150 г/100 кг продукту;
- Джеми, варення, повидло та ін — 70-200 г/100 кг продукту;
- Плодово-ягідне пюре — 50-60 г/100 кг продукту,
- Фруктові начинки для випічки — 150–200 г/100 кг продукту;
- Фруктові заготовки для йогуртів та інших молочних продуктів — 100–150 г/100 кг продукту;
- Яблучний сік напівфабрикат — 65 г/100 кг продукту;
- Виноградний сік-напівфабрикат — 65-80 г/100 кг продукту;
- Концентрати фруктових соків — 100–200 г/100 кг продукту;
- Безалкогольні напої — 40-60 г/100 кг продукту;
- Газовані безалкогольні напої — 30-40 г/100 кг продукту; настої трав, чай, кава — 40-60 г/100 кг продукту;
- Слабоалкогольні вина — 20-30 г/100 кг продукту;
- Безалкогольні вина — 50 г/100 кг продукту;
- Цукрові кондитерські вироби (цукерки, начинки для вафель, нуга, праліне, шоколад) — 150–200 г/100 кг продукту;
- Борошняні кондитерські вироби (бездріжджові) — 130–200 г/100 кг продукту;
- Масляний крем — 200 г/100 кг продукту.